# 赫弗兰
赫弗兰（荷蘭語：Heuvelland，荷蘭語發音：[ˈɦøːvəlɑnt] ⓘ）是比利时弗拉芒大區西佛兰德省伊珀尔区的一个市镇，西与法国接壤，通行荷蘭語，是弗拉芒社群的一部分，面积94.79平方千米，人口7,862人（2018年1月1日）。